# Minority SafePack

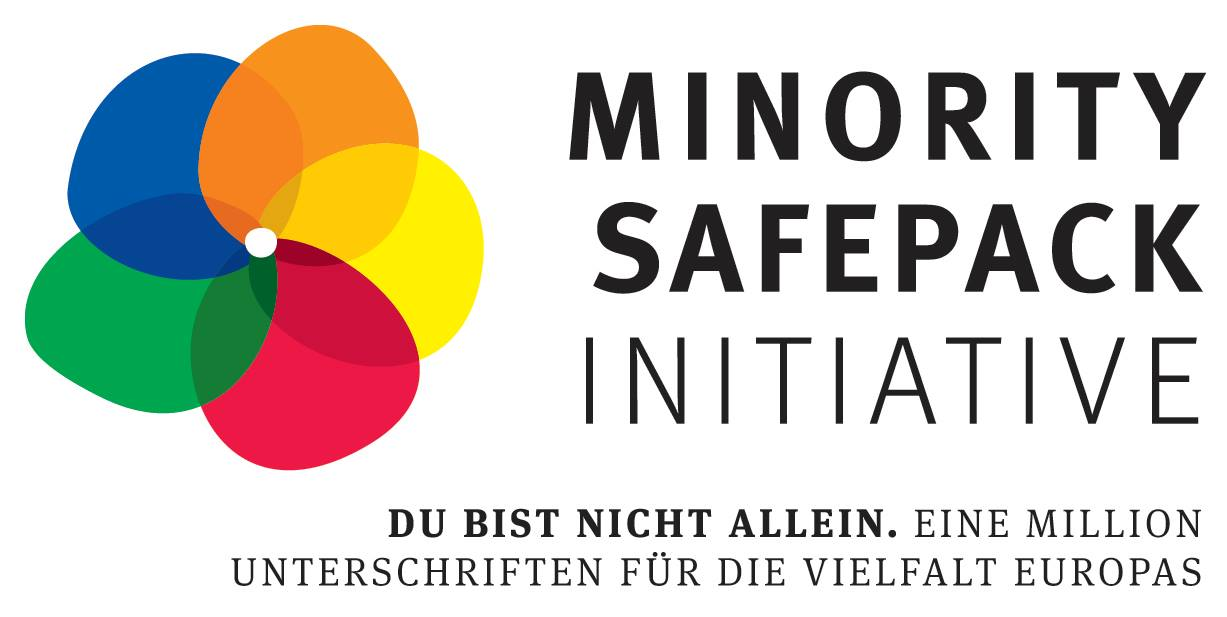
Logo de l'initiative.

Minority SafePack - Nous sommes un million à signer pour la diversité de l’Europe (en anglais : Minority SafePack - one million signatures for diversity in Europe) est une Initiative citoyenne européenne en cours sur le droit des minorités dans l'Union européenne. Minority SafePack peut être traduit par Plan de sauvetage des minorités. L'initiative est soutenue par l'Union fédéraliste des communautés ethniques européennes (UFCE, en anglais FUEN).

## Contenu
Les propositions retenues par la Commission européenne sont au nombre de neuf :
- Recommandation du Conseil « relative à la protection et à la promotion de la diversité culturelle et linguistique au sein de l'Union » ;
- Décision ou règlement du Parlement européen et du Conseil ayant pour objet d'adapter « les programmes de financement afin d'en faciliter l'accès aux petites langues régionales et minoritaires » ;
- Décision ou règlement du Parlement européen et du Conseil ayant pour objet de créer un centre de la diversité linguistique qui renforcera la conscience de l'importance des langues régionales et minoritaires et promouvra la diversité à tous les niveaux et qui sera essentiellement financé par l'Union européenne ;
- Règlement adaptant les règles générales applicables aux missions, aux objectifs prioritaires et à l'organisation des fonds structurels, de façon qu'il soit tenu compte de la protection des minorités et de la promotion de la diversité culturelle et linguistique, pour autant que les actions à financer tendent au renforcement de la cohésion économique, sociale et territoriale de l'Union ;
- Règlement du Parlement européen et du Conseil ayant pour objet de modifier le règlement relatif au programme « Horizon 2020 » aux fins d'améliorer la recherche sur la valeur ajoutée que les minorités nationales et la diversité culturelle et linguistique peuvent apporter au développement social et économique dans les régions de l'Union ;
- Modification de la législation de l'Union afin de garantir une quasi-égalité de traitement entre les apatrides et les citoyens de l'Union ;
- Règlement du Parlement européen et du Conseil afin d'introduire un droit d'auteur uniforme qui permettrait de considérer l'ensemble de l'Union comme un marché intérieur en matière de droits d'auteur ;
- Modification de la directive 2010/13/UE en vue d'assurer la libre prestation de services et la réception de contenus audiovisuels dans les régions où résident des minorités nationales ;
- Règlement ou décision du Conseil en vue d'une exemption par catégorie des projets promouvant les minorités nationales et leur culture de la procédure prévue à l'article 108, paragraphe 2, du TFUE.

Deux propositions ont été rejetées par la Commission européenne :
- Renforcement à l'intérieur de l'Union de la place des citoyens qui appartiennent à une minorité nationale, dans le but de veiller à ce que leurs préoccupations légitimes soient prises en compte lors de l'élection des députés au Parlement européen ;
- Mesures efficaces de lutte contre les discriminations et de promotion de l'égalité de traitement, y compris en ce qui concerne les minorités nationales.

## Litige
La Commission européenne a d'abord refusé d'enregistrer l'initiative en 2013. Les auteurs (parmi lesquels Hunor Kelemen, Anke Spoorendonk, Karl-Heinz Lambertz, Luis Durnwalder et Valentin Inzko) ont fait appel de ce refus devant la justice, où ils ont été rejoints par la Hongrie, la Commission, quant à elle, a été rejointe par la Slovaquie et la Roumanie. Le Tribunal a annulé la décision de la Commission en février 2017,. En mars 2017, la Commission a décidé de lancer la collecte de signatures pour neuf des onze propositions initialement incluses dans l'initiative.

## Collecte de signatures
La collecte de signatures a débuté le 3 avril 2017 et se termine le 3 avril 2018.
L'initiative a été soutenue par l'Eurorégion Tyrol-Haut-Adige-Trentin, par le Parlement basque et le Parlement de Navarre ; une invitation à la signer se trouvait sur le portail Internet du Parlement de la Communauté germanophone de Belgique. Comme le rapporte l'UFCE, elle a également été soutenue par le président du Parlement européen et par le Parlement hongrois.
En France, l'Initiative est soutenue par plusieurs associations de Bretagnenotamment par l'Institut culturel de Bretagne et le président de la région Bretagne, en Alsace par Unser Land, en Occitanie, en Corse.
Au 2 avril 2018, l'initiative a été soutenue en ligne par plus de 735 000 citoyens de l'UE (le seuil pour l'ensemble de l'UE est de 1 000 000). Le seuil nécessaire à l'échelle de l'État a été atteint grâce aux signatures en ligne dans neuf États membres alors que sept étaient nécessaires (Roumanie, Hongrie, Lettonie, Espagne, Danemark, Slovaquie, Lituanie, Croatie, Slovénie).
Comme l'a déclaré l'UFCE le 29 mars 2018, la pétition a déjà été signée par plus de 1 000 000 de citoyens de l'UE, avec des signatures en ligne et hors ligne. Le seuil aurait été atteint dans dix pays, à savoir la Roumanie, la Hongrie, la Lettonie, l'Espagne, le Danemark, la Slovaquie, la Croatie, la Lituanie, la Slovénie et la Bulgarie.
Les signatures sont recueillies directement (en ligne) sur le site Internet mis en place par la Commission européenne.  Par ailleurs, l'UFCE collecte également des formulaires papiers, ce qui fait que le décompte de l'UFCE est supérieur au décompte en ligne.
Au 3 avril 2018 (minuit), c'est-à-dire à la fin de la collecte, le décompte était le suivant :
| Pays         | Seuil     | Signatures en ligne (CE) | Signatures en ligne (CE) | Signatures en ligne + hors ligne (UFCE) | Signatures en ligne + hors ligne (UFCE) |
| Pays         | Seuil     | Nb                       | %                        | Nb                                      | %                                       |
| ------------ | --------- | ------------------------ | ------------------------ | --------------------------------------- | --------------------------------------- |
| Autriche     | 13 500    | 9 489                    | 70,29 %                  | 8 989                                   | 94,73 %                                 |
| Belgique     | 15 750    | 992                      | 6,30 %                   | 1 374                                   | 8,72 %                                  |
| Bulgarie     | 12 750    | 292                      | 2,29 %                   | 23 291                                  | 182,67 %                                |
| Chypre       | 4 500     | 36                       | 0,80 %                   | 29                                      | 0,64 %                                  |
| Rép. tchèque | 15 750    | 493                      | 3,13 %                   | 475                                     | 3,02 %                                  |
| Allemagne    | 72 000    | 18 393                   | 25,55 %                  | 19 892                                  | 27,63 %                                 |
| Danemark     | 9 750     | 12 194                   | 125,07 %                 | 11 903                                  | 122,08 %                                |
| Estonie      | 4 500     | 1 160                    | 25,78 %                  | 1 121                                   | 24,91 %                                 |
| Grèce        | 15 750    | 3 166                    | 20,10 %                  | 4 912                                   | 31,19 %                                 |
| Espagne      | 40 500    | 53 772                   | 132,77 %                 | 53 452                                  | 131,98 %                                |
| Finlande     | 9 750     | 3 908                    | 40,08 %                  | 3 847                                   | 39,46 %                                 |
| France       | 55 500    | 9 039                    | 16,29 %                  | 8 655                                   | 15,59 %                                 |
| Croatie      | 8 250     | 17 434                   | 211,39 %                 | 16 450                                  | 199,39 %                                |
| Hongrie      | 15 750    | 258 168                  | 1 639,16 %               | 565 667                                 | 3 591,15 %                              |
| Irlande      | 8 250     | 295                      | 3,58 %                   | 276                                     | 3,35 %                                  |
| Italie       | 54 750    | 47 687                   | 87,10 %                  | 59 320                                  | 108,35 %                                |
| Lituanie     | 8 250     | 20 284                   | 245,87 %                 | 19 706                                  | 238,86 %                                |
| Luxembourg   | 4 500     | 96                       | 2,13 %                   | 93                                      | 2,07 %                                  |
| Lettonie     | 6 000     | 8 101                    | 135,02 %                 | 7 936                                   | 120,60 %                                |
| Malte        | 4 500     | 45                       | 1,00 %                   | 45                                      | 1,00 %                                  |
| Pays-Bas     | 19 500    | 2 803                    | 14,37 %                  | 3 181                                   | 16,31 %                                 |
| Pologne      | 38 250    | 3 356                    | 8,77 %                   | 22 100                                  | 57,78 %                                 |
| Portugal     | 15 750    | 124                      | 0,79 %                   | 120                                     | 0,76 %                                  |
| Roumanie     | 24 000    | 274 744                  | 1 144,77 %               | 291 914                                 | 1 216,31 %                              |
| Suède        | 15 000    | 1 959                    | 13,06 %                  | 1 902                                   | 12,68 %                                 |
| Slovénie     | 6 895     | 6 706                    | 114,92 %                 | 6 458                                   | 93,66 %                                 |
| Slovaquie    | 9 750     | 14 490                   | 148,62 %                 | 57 421                                  | 588,93 %                                |
| Royaume-Uni  | 54 750    | 1 674                    | 3,06 %                   | 1 636                                   | 2,99 %                                  |
| Total        | 1 000 000 | 771 089                  | 77,11 %                  | 1 192 165                               | 114,26 %                                |

La Commission européenne et les autorités nationales compétentes ont ensuite eu trois mois pour procéder aux vérifications des déclarations de soutien et un total de 1 128 385 signatures ont été validées pour l'ensemble des 28 États membres.

### Sources et bibliographie
- FUEN, Minority SafePack Initiative, FUEN, 16 p. (lire en ligne [PDF]).
- Minority SafePack Initiative, 2013, 15 p. (lire en ligne [PDF]).
- (mul) « Décision (UE) 2017/652 de la Commission du 29 mars 2017 relative à la proposition d'initiative citoyenne intitulée « Minority SafePack — One million signatures for diversity in Europe » [notifiée sous le numéro C(2017) 2200] », sur eur-lex.europa.eu, EUR-Lex, 29 mars 2017 (consulté le 27 mars 2018).